# Valencia Club de Fútbol 2024-2025
Questa voce raccoglie le informazioni riguardanti il Valencia Club de Fútbol nelle competizioni ufficiali della stagione 2024-2025.

## Maglie e sponsor
| Casa | Trasferta | Terza divisa |

## Rosa
Rosa aggiornata al 7 febbraio 2025 
 In corsivo i calciatori ceduti durante la stagione
| N. |                               | Ruolo | Calciatore           |
| -- | ----------------------------- | ----- | -------------------- |
| 1  | Spagna (bandiera)             | P     | Jaume Doménech       |
| 2  | Belgio (bandiera)             | D     | Maximiliano Caufriez |
| 3  | Spagna (bandiera)             | D     | Cristhian Mosquera   |
| 4  | Francia (bandiera)            | D     | Mouctar Diakhaby     |
| 5  | Turchia (bandiera)            | D     | Cenk Özkacar         |
| 5  | Argentina (bandiera)          | D     | Enzo Barrenechea     |
| 6  | Spagna (bandiera)             | D     | Hugo Guillamón       |
| 7  | Spagna (bandiera)             | A     | Sergi Canós          |
| 8  | Spagna (bandiera)             | C     | Javi Guerra          |
| 9  | Spagna (bandiera)             | A     | Hugo Duro            |
| 10 | Portogallo (bandiera)         | C     | André Almeida        |
| 11 | Spagna (bandiera)             | A     | Rafa Mir             |
| 12 | Nigeria (bandiera)            | A     | Umar Sadiq           |
| 13 | Macedonia del Nord (bandiera) | P     | Stole Dimitrievski   |

| N. |                        | Ruolo | Calciatore           |
| -- | ---------------------- | ----- | -------------------- |
| 14 | Spagna (bandiera)      | D     | José Gayà ()         |
| 15 | Spagna (bandiera)      | D     | César Tárrega        |
| 16 | Spagna (bandiera)      | A     | Diego López          |
| 17 | Spagna (bandiera)      | A     | Dani Gómez           |
| 17 | Spagna (bandiera)      | A     | Iván Jaime           |
| 18 | Spagna (bandiera)      | C     | Pepelu               |
| 19 | Spagna (bandiera)      | A     | Alberto Marí         |
| 19 | Inghilterra (bandiera) | D     | Max Aarons           |
| 20 | Francia (bandiera)     | D     | Dimitri Foulquier    |
| 21 | Spagna (bandiera)      | D     | Jesús Vázquez        |
| 22 | Spagna (bandiera)      | A     | Luis Rioja           |
| 23 | Spagna (bandiera)      | C     | Fran Pérez           |
| 24 | Spagna (bandiera)      | D     | Yarek Gasiorowski    |
| 25 | Georgia (bandiera)     | P     | Giorgi Mamardashvili |
| 30 | Spagna (bandiera)      | A     | Germán Valera        |
| 32 | Spagna (bandiera)      | C     | Martín Tejón         |
|    | Portogallo (bandiera)  | D     | Thierry Correia      |

## Calciomercato

### Sessione estiva
| Acquisti         | Acquisti             | Acquisti        | Acquisti                   |
| R.               | Nome                 | da              | Modalità                   |
| ---------------- | -------------------- | --------------- | -------------------------- |
| A                | Luis Rioja           | Alavés          | definitivo (1,2 milioni €) |
| A                | Dani Gómez           | Levante         | prestito (150 mila €)      |
| P                | Stole Dimitrievski   | Rayo Vallecano  | prestito                   |
| A                | Germán Valera        | Atlético Madrid | prestito                   |
| P                | Giorgi Mamardashvili | Liverpool       | prestito                   |
| C                | Enzo Barrenechea     | Aston Villa     | prestito                   |
| D                | Maximiliano Caufriez | Clermont Foot   | prestito                   |
| A                | Rafa Mir             | Siviglia        | prestito                   |
| Altre operazioni |                      |                 |                            |
| R.               | Nome                 | da              | Modalità                   |
| D                | Eray Cömert          | Nantes          | fine prestito              |
| D                | César Tárrega        | Real Valladolid | fine prestito              |
| A                | Samu Castillejo      | Sassuolo        | fine prestito              |

| Cessioni         | Cessioni             | Cessioni         | Cessioni                  |
| R.               | Nome                 | a                | Modalità                  |
| ---------------- | -------------------- | ---------------- | ------------------------- |
| P                | Giorgi Mamardashvili | Liverpool        | definitivo (30 milioni €) |
| D                | Eray Cömert          | Real Valladolid  | prestito                  |
| D                | Cenk Özkacar         | Real Valladolid  | prestito                  |
| A                | Alberto Marí         | Real Saragozza   | prestito                  |
| A                | Hugo González        | Cartagena FC     | prestito                  |
| P                | Cristian Rivero      | Albacete         | prestito                  |
| A                | Samu Castillejo      |                  | risoluzione               |
| Altre operazioni |                      |                  |                           |
| R.               | Nome                 | a                | Modalità                  |
| A                | Roman Yaremchuk      | Club Bruges      | fine prestito             |
| A                | Peter González       | Real M. Castilla | fine prestito             |
| C                | Selim Amallah        | Real Valladolid  | fine prestito             |

### Sessione invernale(dal 2/1 al 31/1)
| Acquisti         | Acquisti      | Acquisti      | Acquisti      |
| R.               | Nome          | da            | Modalità      |
| ---------------- | ------------- | ------------- | ------------- |
| A                | Umar Sadiq    | Real Sociedad | prestito      |
| C                | Iván Jaime    | Porto         | prestito      |
| C                | Max Aarons    | Bournemouth   | prestito      |
| Altre operazioni |               |               |               |
| R.               | Nome          | da            | Modalità      |
| A                | Hugo González | Cartagena FC  | fine prestito |

| Cessioni         | Cessioni             | Cessioni      | Cessioni      |
| R.               | Nome                 | a             | Modalità      |
| ---------------- | -------------------- | ------------- | ------------- |
| A                | Germán Valera        | Elche         | prestito      |
| A                | Dani Gómez           | Levante       | fine prestito |
| D                | Maximiliano Caufriez | Clermont Foot | fine prestito |
| Altre operazioni |                      |               |               |
| R.               | Nome                 | da            | Modalità      |
| A                | Hugo González        | Celta Vigo    | prestito      |

## Risultati

### Primera División

#### Girone di andata
| Arbitro: | Sánchez Martínez |

|          |           |                               |
| Duro 44’ | Marcatori | 45+5’, 49’ (rig.) Lewandowski |

| Arbitro: | Munuera Montero |

|                                         |           |              |
| Mingueza 23’ Iago Aspas 28’ Beltrán 60’ | Marcatori | 14’ D. López |

| Arbitro: | González Fuertes |

|            |           |  |
| Prados 45’ | Marcatori |  |

| Arbitro: | Gil Manzano |

|          |           |                |
| Duro 24’ | Marcatori | 45+3’ A. Pérez |

| Arbitro: | Soto Grado |

|                                              |           |  |
| Gallagher 39’ Griezmann 54’ J. Álvarez 90+4’ | Marcatori |  |

| Arbitro: | Hernández Hernández |

|                          |           |  |
| Rioja 56’ Dani Gómez 58’ | Marcatori |  |

| Valencia 24 settembre 2024, ore 19:00 CEST 7ª giornata | Valencia    | 0 – 0 referto | Osasuna | Mestalla (40 425 spett.)\| Arbitro: \| Ortiz Arias \| |
| Arbitro:                                               | Ortiz Arias |               |         |                                                       |

| Arbitro: | Alberola Rojas |

|                              |           |  |
| Kubo 8’ Óskarsson 80’, 90+2’ | Marcatori |  |

| Leganés 4 ottobre 2024, ore 21:00 CEST 9ª giornata | Leganés           | 0 – 0 referto | Valencia | Stadio municipale di Butarque (10 958 spett.)\| Arbitro: \| Quintero González \| |
| Arbitro:                                           | Quintero González |               |          |                                                                                  |

| Arbitro: | Gil Manzano |

|                                 |           |                                       |
| Pepelu 14’ (rig.) Tárrega 90+4’ | Marcatori | 43’ Muñoz 53’ Fábio Silva 84’ Moleiro |

| Arbitro: | Cuadra Fernández |

|                      |           |                 |
| Arambarri 90’ (rig.) | Marcatori | 36’ Barrenechea |

| Arbitro: | Soto Grado |

|          |           |                             |
| Duro 27’ | Marcatori | 85’ Modrić 90+5’ Bellingham |

| Arbitro: | González Fuertes |

|           |           |              |
| Puado 44’ | Marcatori | 47’ D. López |

| Arbitro: | De Burgos Bengoetxea |

|                                       |           |                           |
| Tárrega 8’ Duro 50’, 53’ D. López 56’ | Marcatori | 14’ (aut.) Duro 66’ Ávila |

| Arbitro: | Quintero González |

|                       |           |                  |
| Larin 45+3’ Prats 81’ | Marcatori | 32’ (rig.) Rioja |

| Arbitro: | Munuera Montero |

|  |           |         |
|  | Marcatori | 7’ Ciss |

| Arbitro: | Ortiz Arias |

|           |           |  |
| Anuar 20’ | Marcatori |  |

| Arbitro: | Alberola Rojas |

|                                 |           |                             |
| Rioja 70’ (rig.) D. Gómez 90+8’ | Marcatori | 7’ Martín 88’ (rig.) Jordán |

| Arbitro: | Hernández Maeso |

|               |           |           |
| Pedrosa 90+3’ | Marcatori | 61’ Rioja |

#### Girone di ritorno
| Arbitro: | García Verdura |

|          |           |  |
| Duro 26’ | Marcatori |  |

| Arbitro: | Soto Grado |

|                                                                                             |           |          |
| F. de Jong 3’ Torres 8’ Raphinha 14’ F. López 24’, 45+4’ Lewandowski 66’ Tárrega 75’ (aut.) | Marcatori | 59’ Duro |

| Arbitro: | González Fuertes |

|                      |           |              |
| Rioja 44’ Guerra 68’ | Marcatori | 65’ P. Durán |

| Arbitro: | Cuadra Fernández |

|                           |           |  |
| Mosquera 30’ Diakhaby 41’ | Marcatori |  |

| Arbitro: | De Burgos Bengoetxea |

|           |           |           |
| Gueye 32’ | Marcatori | 84’ Sadiq |

| Arbitro: | Busquets Ferrer |

|  |           |                                |
|  | Marcatori | 12’, 30’ J. Álvarez 86’ Correa |

| Arbitro: | Melero López |

|                                  |           |                             |
| Oroz 26’, 39’ Budimir 45’ (rig.) | Marcatori | 14’ D. López 32’, 87’ Sadiq |

| Arbitro: | Pulido Santana |

|                       |           |            |
| D. López 7’ Sadiq 58’ | Marcatori | 40’ Latasa |

| Arbitro: | Munuera Montero |

|            |           |              |
| Stuani 64’ | Marcatori | 58’ D. López |

| Arbitro: | Hernández Maeso |

|              |           |  |
| D. López 50’ | Marcatori |  |

| Arbitro: | Cuadra Fernández |

|              |           |                         |
| Vinícius 50’ | Marcatori | 15’ Diakhaby 90+5’ Duro |

| Arbitro: | Sánchez Martínez |

|              |           |  |
| Guerra 45+4’ | Marcatori |  |

| Arbitro: | Quintero González |

|                    |           |           |
| Tárrega 45’ (aut.) | Marcatori | 75’ Sadiq |

| Arbitro: | Pulido Santana |

|            |           |           |
| Guerra 57’ | Marcatori | 40’ Puado |

| Arbitro: | De Burgos Bengoetxea |

|                                      |           |                                    |
| S. Ramírez 45+2’ (rig.) McBurnie 83’ | Marcatori | 22’, 58’ Duro 75’ (aut.) Á. Suárez |

| Arbitro: | Cordero Vega |

|                                               |           |  |
| Pepelu 8’ (rig.) D. López 18’ Duro 37’ (rig.) | Marcatori |  |

| Arbitro: | Gil Manzano |

|                   |           |  |
| Jordán 79’ (rig.) | Marcatori |  |

| Arbitro: | Muñiz Ruiz |

|  |           |               |
|  | Marcatori | 72’ Berenguer |

| Arbitro: | García Verdura |

|            |           |         |
| Antony 40’ | Marcatori | 75’ Mir |

### Coppa del Re
| Arbitro: | Melero López |

|  |           |            |
|  | Marcatori | 20’ Pepelu |

| Arbitro: | Ortiz Arias |

|            |           |                                    |
| Palmas 71’ | Marcatori | 49’ Córdoba 63’ D. Gómez 90+1’ Mir |

| Arbitro: | Cuadra Fernández |

|  |           |                       |
|  | Marcatori | 9’ Canós 39’ D. López |

| Arbitro: | Ortiz Arias |

|  |           |                                 |
|  | Marcatori | 50’ (aut.) F. Carmona 78’ Sadiq |

| Arbitro: | Ortiz Arias |

|  |           |                                            |
|  | Marcatori | 3’, 17’, 30’ Torres 23’ F. López 59’ Yamal |

## Statistiche finali

### Statistiche di squadra
| Competizione     | Punti | In casa | In casa | In casa | In casa | In casa | In casa | In trasferta | In trasferta | In trasferta | In trasferta | In trasferta | In trasferta | Totale | Totale | Totale | Totale | Totale | Totale | DR  |
| Competizione     | Punti | G       | V       | N       | P       | Gf      | Gs      | G            | V            | N            | P            | Gf           | Gs           | G      | V      | N      | P      | Gf     | Gs     | DR  |
| ---------------- | ----- | ------- | ------- | ------- | ------- | ------- | ------- | ------------ | ------------ | ------------ | ------------ | ------------ | ------------ | ------ | ------ | ------ | ------ | ------ | ------ | --- |
| Primera División | 46    | 19      | 9       | 4       | 6       | 26      | 20      | 19           | 2            | 9            | 8            | 18           | 34           | 38     | 11     | 13     | 14     | 44     | 54     | -10 |
| Coppa del Re     | -     | 1       | 0       | 0       | 1       | 0       | 5       | 4            | 4            | 0            | 0            | 8            | 1            | 5      | 4      | 0      | 1      | 8      | 6      | +2  |
| Totale           | -     | 20      | 9       | 4       | 7       | 26      | 25      | 23           | 6            | 9            | 8            | 26           | 35           | 43     | 15     | 13     | 15     | 52     | 60     | -8  |

### Andamento in campionato
| Giornata  | 1  | 2  | 3  | 4  | 5  | 6  | 7  | 8  | 9  | 10 | 11 | 12 | 13 | 14 | 15 | 16 | 17 | 18 | 19 | 20 | 21 | 22 | 23 | 24 | 25 | 26 | 27 | 28 | 29 | 30 | 31 | 32 | 33 | 34 | 35 | 36 | 37 | 38 |
| --------- | -- | -- | -- | -- | -- | -- | -- | -- | -- | -- | -- | -- | -- | -- | -- | -- | -- | -- | -- | -- | -- | -- | -- | -- | -- | -- | -- | -- | -- | -- | -- | -- | -- | -- | -- | -- | -- | -- |
| Luogo     | C  | T  | T  | C  | T  | C  | C  | T  | T  | C  | T  | C  | T  | C  | T  | C  | T  | C  | T  | C  | T  | C  | C  | T  | C  | T  | C  | T  | C  | T  | C  | T  | C  | T  | C  | T  | C  | T  |
| Risultato | P  | P  | P  | N  | P  | V  | N  | P  | N  | P  | N  | P  | N  | V  | P  | P  | P  | N  | N  | V  | P  | V  | V  | N  | P  | N  | V  | N  | V  | V  | V  | N  | N  | V  | V  | P  | P  | N  |
| Posizione | 20 | 20 | 20 | 20 | 20 | 19 | 17 | 18 | 18 | 20 | 20 | 20 | 20 | 18 | 19 | 19 | 20 | 19 | 20 | 19 | 19 | 19 | 18 | 18 | 18 | 18 | 16 | 16 | 15 | 14 | 13 | 14 | 14 | 12 | 11 | 11 | 12 | 12 |

### Statistiche dei giocatori
Sono in corsivo i calciatori che hanno lasciato la società a stagione in corso.
| Giocatore        | Liga     | Liga | Liga        | Liga       | Coppa del Re | Coppa del Re | Coppa del Re | Coppa del Re | Totale   | Totale | Totale      | Totale     |
| Giocatore        | Presenze | Reti | Ammonizioni | Espulsioni | Presenze     | Reti         | Ammonizioni  | Espulsioni   | Presenze | Reti   | Ammonizioni | Espulsioni |
| ---------------- | -------- | ---- | ----------- | ---------- | ------------ | ------------ | ------------ | ------------ | -------- | ------ | ----------- | ---------- |
| M. Aarons        | 4        | 0    | 2           | 0          | 1            | 0            | 0            | 0            | 5        | 0      | 2           | 0          |
| A. Almeida       | 34       | 0    | 2           | 0          | 4            | 0            | 0            | 0            | 38       | 0      | 2           | 0          |
| E. Barrenechea   | 30       | 1    | 6           | 0          | 2            | 0            | 0            | 0            | 32       | 1      | 6           | 0          |
| M. Camus         | 0        | 0    | 0           | 0          | 0            | 0            | 0            | 0            | 0        | 0      | 0           | 0          |
| S. Canós         | 17       | 0    | 3           | 0          | 5            | 1            | 0            | 0            | 22       | 1      | 3           | 0          |
| M. Caufriez      | 1        | 0    | 0           | 0          | 0            | 0            | 0            | 0            | 1        | 0      | 0           | 0          |
| I. Cordoba       | 2        | 0    | 0           | 0          | 2            | 1            | 0            | 0            | 4        | 1      | 0           | 0          |
| T. Correia       | 11       | 0    | 1           | 0          | 0            | 0            | 0            | 0            | 11       | 0      | 1           | 0          |
| M. Diakhaby      | 13       | 2    | 0           | 0          | 1            | 0            | 0            | 0            | 14       | 2      | 0           | 0          |
| S. Dimitrievski  | 4        | -6   | 1           | 0          | 5            | -6           | 1            | 0            | 9        | -12    | 2           | 0          |
| H. Duro          | 31       | 11   | 5           | 0          | 1            | 0            | 0            | 0            | 32       | 11     | 5           | 0          |
| D. Foulquier     | 32       | 0    | 6           | 0          | 2            | 0            | 0            | 0            | 34       | 0      | 6           | 0          |
| Y. Gasiorowski   | 15       | 0    | 1           | 0          | 4            | 0            | 0            | 0            | 19       | 0      | 1           | 0          |
| J. Gayà          | 23       | 0    | 7           | 0          | 0            | 0            | 0            | 0            | 23       | 0      | 7           | 0          |
| D. Gómez         | 14       | 2    | 0           | 0          | 2            | 1            | 0            | 0            | 16       | 3      | 0           | 0          |
| J. Guerra        | 36       | 3    | 5           | 0          | 2            | 0            | 0            | 0            | 38       | 3      | 5           | 0          |
| H. Guillamón     | 12       | 0    | 2           | 0          | 5            | 0            | 1            | 0            | 17       | 0      | 3           | 0          |
| R. Iranzo        | 1        | 0    | 0           | 0          | 2            | 0            | 1            | 0            | 3        | 0      | 1           | 0          |
| I. Jaime         | 9        | 0    | 0           | 0          | 1            | 0            | 0            | 0            | 10       | 0      | 0           | 0          |
| D. López         | 38       | 8    | 3           | 0          | 3            | 1            | 1            | 0            | 41       | 9      | 4           | 0          |
| P. López         | 0        | 0    | 0           | 0          | 1            | 0            | 0            | 0            | 1        | 0      | 0           | 0          |
| W. Madrigal      | 0        | 0    | 0           | 0          | 1            | 0            | 0            | 0            | 1        | 0      | 0           | 0          |
| G. Mamardashvili | 34       | -48  | 2           | 0          | 0            | 0            | 0            | 0            | 34       | -48    | 2           | 0          |
| A. Marí          | 1        | 0    | 0           | 0          | 0            | 0            | 0            | 0            | 1        | 0      | 0           | 0          |
| R. Mir           | 20       | 1    | 4           | 0          | 2            | 1            | 0            | 0            | 22       | 2      | 4           | 0          |
| C. Mosquera      | 37       | 1    | 6           | 0          | 4            | 0            | 0            | 0            | 41       | 1      | 6           | 0          |
| D. Otorbi        | 1        | 0    | 0           | 0          | 0            | 0            | 0            | 0            | 1        | 0      | 0           | 0          |
| Pepelu           | 34       | 2    | 8           | 1          | 5            | 1            | 0            | 0            | 39       | 3      | 8           | 1          |
| F. Pérez         | 26       | 0    | 1           | 0          | 3            | 0            | 1            | 0            | 29       | 0      | 2           | 0          |
| L. Rioja         | 36       | 5    | 6           | 0          | 2            | 0            | 0            | 0            | 38       | 5      | 6           | 0          |
| R. Abajas        | 1        | 0    | 1           | 0          | 0            | 0            | 0            | 0            | 1        | 0      | 1           | 0          |
| U. Sadiq         | 16       | 5    | 3           | 0          | 3            | 1            | 2            | 0            | 19       | 6      | 5           | 0          |
| I. Santana       | 0        | 0    | 0           | 0          | 1            | 0            | 0            | 0            | 1        | 0      | 0           | 0          |
| C. Tárrega       | 34       | 2    | 7           | 0          | 4            | 0            | 0            | 0            | 38       | 2      | 7           | 0          |
| M. Tejón         | 4        | 0    | 0           | 0          | 3            | 0            | 0            | 0            | 7        | 0      | 0           | 0          |
| G. Valera        | 8        | 0    | 0           | 0          | 4            | 0            | 1            | 0            | 12       | 0      | 1           | 0          |
| J. Vázquez       | 19       | 0    | 3           | 0          | 5            | 0            | 0            | 0            | 24       | 0      | 3           | 0          |